# Лилестрьом
Лѝлестрьом (на норвежки: Lillestrøm) е град в южна Норвегия. Намира се в община Шедсму на фюлке Акешхус на 18 km източно от столицата Осло, близо до северния бряг на езерото Йойерен. Има жп гара. Население около 14 000 жители според данни от преброяването към 1 януари 2008 г.

## Спорт
Представителният футболен отбор на града носи името Лилестрьом СК. Играл е в най-горните две нива на норвежкия футбол.